# Giovanni Carbone
Giovanni Carbone (noto anche come Il Carbone; Bargagli, 1724 – Genova, 19 maggio 1762) è stato un rivoluzionario italiano vissuto nella Repubblica di Genova.

## Biografia
Carbone iniziò la sua vita lavorativa come garzone e aiutante presso la locanda Del Falcone, gestita da Gian Giacomo Ghiglione. Partecipò alla rivolta di Genova, che portò alla cacciata degli Austriaci dalla città.
La storia racconta che, il 10 dicembre, Giovanni recuperò le chiavi della Porta di San Tommaso, rimanendo ferito durante l'impresa. Successivamente, consegnò le chiavi al Doge dicendo:
“Signori, queste sono le chiavi che con tanta franchezza loro signori Serenissimi hanno dato ai nostri nemici; procurino in avvenire di meglio custodirle perché noi col nostro sangue recuperate le abbiamo.”

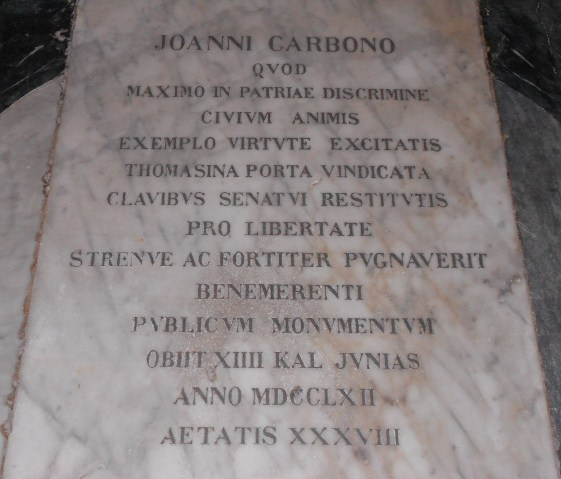
Lapide commemorativa per Giovanni Carbone

Nel 1861 è stato inumato nella Basilica di Santa Maria delle Vigne, dove, all'entrata sulla destra si può trovare una lapide recanti queste parole:
"A Giovanni Carbone
che nel supremo pericolo in patria
infiammando gli animi dei cittadini
con l’esempio della sua virtù
rivendicata la Porta di San Tommaso,
restituite le chiavi al Senato
per la libertà
con coraggio e con forza combatté
la Repubblica decretava questa memoria
m. il 19 maggio 1762
dell’età sua 38°"